# (29355) Siratakayama
(29355) Siratakayama est un astéroïde de la ceinture principale.

## Description
(29355) Siratakayama est un astéroïde de la ceinture principale. Il fut découvert le 28 août 1995 à Nanyo par Tomimaru Okuni. Il présente une orbite caractérisée par un demi-grand axe de 2,98 UA, une excentricité de 0,04 et une inclinaison de 9,2° par rapport à l'écliptique.

## Compléments